# Adelges piceae
Adelges piceae är en insektsart som först beskrevs av Julius Theodor Christian Ratzeburg 1844.  I den svenska databasen Dyntaxa används istället namnet Dreyfusia piceae. Enligt Catalogue of Life ingår Adelges piceae i släktet Adelges och familjen barrlöss, men enligt Dyntaxa är tillhörigheten istället släktet Dreyfusia och familjen barrlöss. Arten är reproducerande i Sverige.

## Underarter
Arten delas in i följande underarter:
- A. p. bouvieri
- A. p. piceae

## Bildgalleri

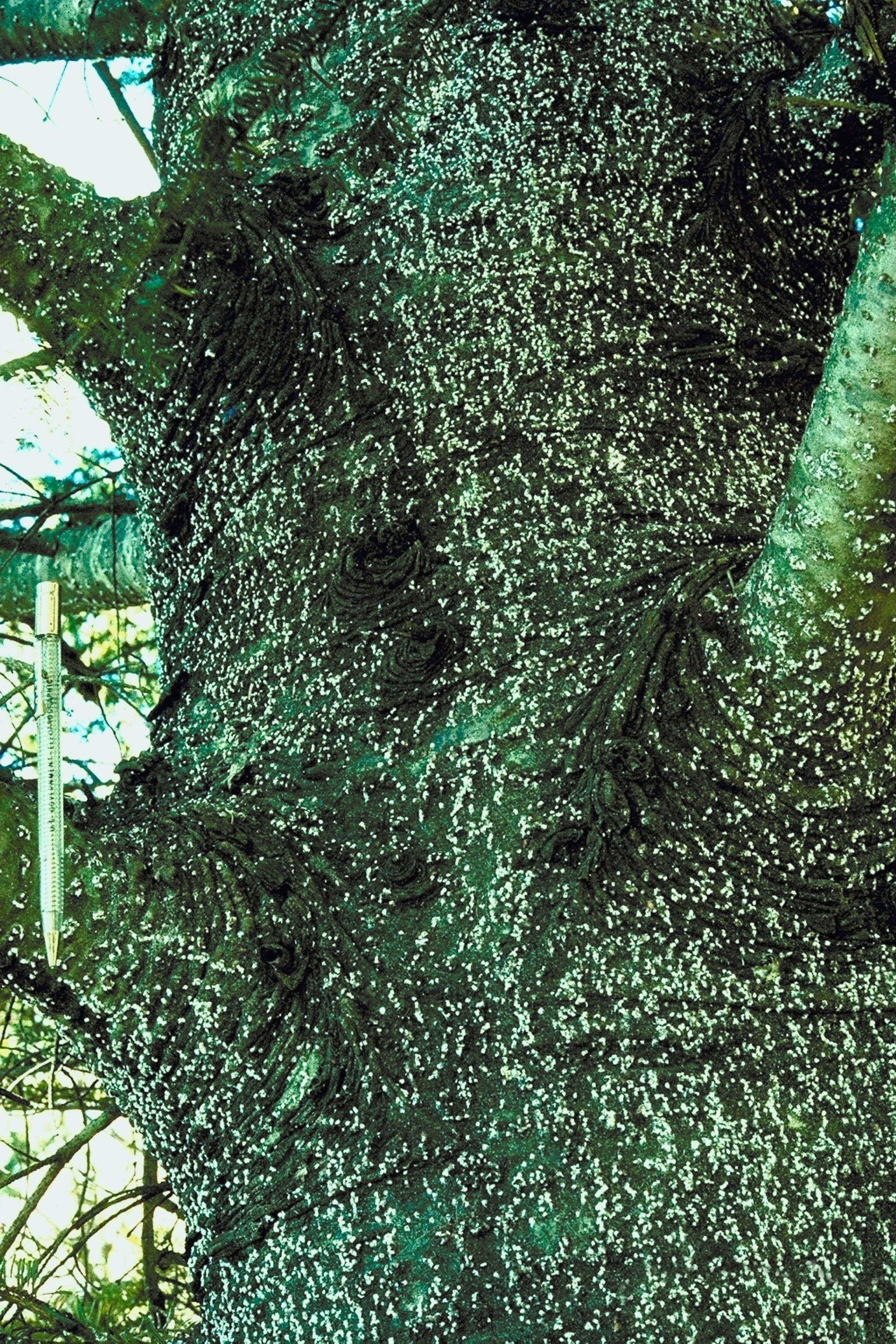
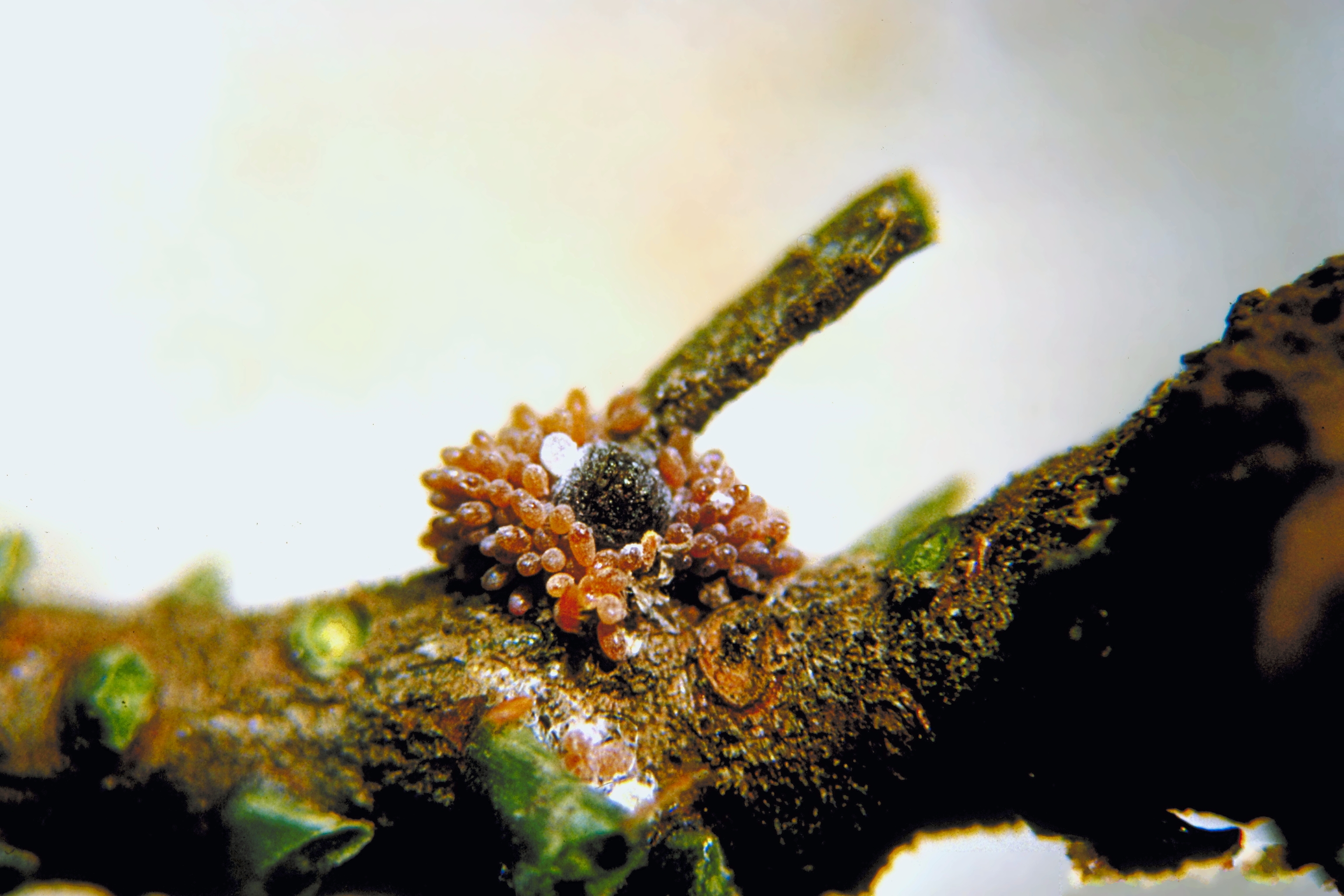
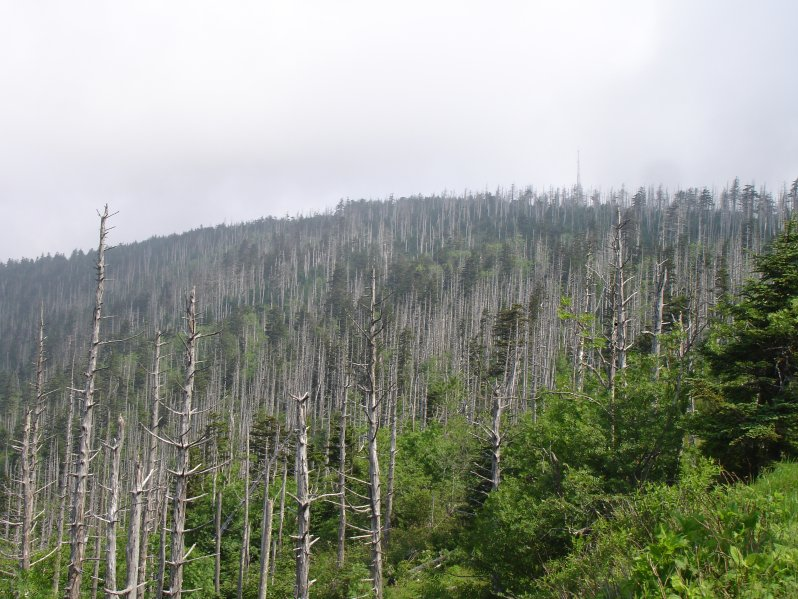